# Cephalota chiloleuca
Cephalota chiloleuca (лат.) — вид жуков-жужелиц из подсемейства скакунов. Субаридный западно-палеарктический вид.
Россия (юг Средней Сибири, Бурятия, Тува, Забайкалье); Россия (юг и центр европейской части, Кавказ, юг Западной и Средней Сибири, Алтае-Саянский регион, Средняя Сибирь, Забайкалье); Восточная Европа (Болгария, Венгрия, Молдавия, Румыния, Украина), Турция, Казахстан, Монголия, Северо-Западный и Юго-Западный Китай. Длина тела имаго около 1 см. В Бурятии обитает на полынно-типчаково-ковыльной степи и на солончаках и берегах соленых озер.